# بريتاني فيولا
بريتاني فيولا (بالإنجليزية: Brittany Viola)‏ هي غطاسة أمريكية، ولدت في 19 أبريل 1987 في سانت بول في الولايات المتحدة.

## وصلات خارجية
- بريتاني فيولا على موقع أوليمبيديا (الإنجليزية)